# Толбот (округ, Джорджия)
То́лбот (англ. Talbot County) — округ штата Джорджия, США. Население округа на 2000 год составляло 6498 человек. Административный центр округа — город Толботтон.

## История
Округ Толбот основан в 1827 году.

## География
Округ занимает площадь 1017.9 км2.

## Демография
Согласно Бюро переписи населения США, в округе Толбот в 2000 году проживало 6498 человек. Плотность населения составляла 6.4 человек на квадратный километр.